# Кислянка (Україна)
Кисля́нка — село в Україні, у Зайцівській сільській територіальній громаді Синельниківського району Дніпропетровської області. Населення за переписом 2001 року становить 544 особи.

## Географія
Село Кислянка знаходиться на правому березі річки Татарка, вище за течією примикає село Вільне, нижче за течією на відстані 1,5 км розташовані села Надеждівка і Кам'януватка, на протилежному березі — село Хорошеве. Річка в цьому місці пересихає, на неї зроблено кілька загат. Через село проходить автомобільна дорога Т 0425.

## Історія
Село засноване на початку XIX століття. За часів Російської імперії село назвалося Татарка, потім Єлисаветівка.
1886 року тут мешкало 2120 особи у 372 подвір'ях. Тут були волосна управа, православна церква, школа, 2 магазини, винний склад. Слобода була центром Лисаветівської другої волості Новомосковського повіту.
7 (20) листопада 1917 року, відповідно до Третього Універсалу Української Центральної Ради, увійшло до складу Української Народної Республіки.
В роки II Світової війни тут знаходився концтабір, де мирні жителі, насамперед єврейські родини, які не встигли втекти, мали примусово в каменоломнях добувати щебінь для будівлі німецького військового аеропорту. Від виснажуючої рабської праці в нелюдських умовах багато хто загинув і їх останки були лише номінально поховані. У 1943 році нацисти розстріляли тих, хто ще залишався в живих, їх було близько тисячі.
З розбудовою міста Синельникове та його промисловим розвитком населення Кислянки мігрувало до міста, переважно у район Малої станції (Синельникове II). Особлива велика втеча з села сталася під час зловісного Голодомору українців.
До 2017 року орган місцевого самоврядування — Кислянська сільська рада.
12 червня 2020 року, відповідно до розпорядження Кабінету Міністрів України № 709-р від «Про визначення адміністративних центрів та затвердження територій територіальних громад Дніпропетровської області», увійшло до складу Зайцівської сільської громади.
19 липня 2020 року, в результаті адміністративно-територіальної реформи та ліквідації   Синельниківського (1923—2020) району, село увійшло до складу новоутвореного Синельниківського району.

## Населення

### Мова
Розподіл населення за рідною мовою за даними перепису 2001 року:
| Мова            | Кількість | Відсоток |
| --------------- | --------- | -------- |
| українська      | 521       | 95.77%   |
| російська       | 20        | 3.68%    |
| білоруська      | 1         | 0.18%    |
| інші/не вказали | 2         | 0.37%    |
| Усього          | 544       | 100%     |

## Відомі люди
У селі народився Резниченко Іван Іванович — Герой Радянського Союзу.

## Економіка
- ПП «Новоженов»
- СПМК-541

## Об'єкти соціальної сфери
- Школа
- Дитячий садочок
- Амбулаторія
- Будинок культури